# Comuna Novoivanivka, Orihiv
Novoivanivka (în ucraineană Новоіванівка) este o comună în raionul Orihiv, regiunea Zaporijjea, Ucraina, formată din satele Drujne, Dudnîkove, Kușciove și Novoivanivka (reședința).

## Demografie
Componența lingvistică a comunei Novoivanivka
     Ucraineană (92,18%)
     Rusă (7,16%)
     Alte limbi (0,18%)
Conform recensământului din 2001, majoritatea populației comunei Novoivanivka era vorbitoare de ucraineană (92,18%), existând în minoritate și vorbitori de rusă (7,16%).